# Cúmul de Ptolemeu
Messier 7, el cúmul de Ptolemeu o Akumen (M7, NGC 6475) és un cúmul obert en la constel·lació de l'Escorpió.

## Història
Deu el seu nom al fet que Claudi Ptolemeu va ser el primer a descriure'l com a nebulosa l'any 130 aC. Giovanni Batista Hodierna va observar el cúmul vers el 1654 i hi va comptar 30 estrelles. Charles Messier el va catalogar en el 1764 i el va incloure en la seva llista d'objectes semblants a cometes amb el nom de M7. El cúmul és fàcilment detectable a ull nu prop de l'agulló d'Escorpió.
Observacions telescòpiques del cúmul han revelat al voltant de 80 estrelles en un camp de visió d'1,3º. A una distància estimada de 800 a 1.000 anys llum, això correspon a un diàmetre de 18 a 25 anys llum. L'edat del cúmul està al voltant dels 220 milions d'anys. La seva estrella més brillant té una magnitud aparent de 5,6.